# Ionella murchisoni
Ionella murchisoni is een pissebed uit de familie Bopyridae. De wetenschappelijke naam van de soort is voor het eerst geldig gepubliceerd in 1970 door Danforth.